# Can Salvador (Calella)
Can Salvador és una obra del municipi de Calella (Maresme) protegida com a bé cultural d'interès local.

## Descripció
Masia de dos cossos. La planta baixa està situada en dos nivells diferents. El més baix té dues plantes, baixos i pis, la teulada és paral·lela a la façana. Al conjunt de la casa hi ha dues finestres d'estil gòtic, una, la principal, té detalls esculpits, l'altre és més senzilla. A l'altre cos de la casa, hi trobem a la planta baixa un portal rodó, amb dovelles, hi ha una finestra del segle xvii ben acabada, amb pedra i festejadors a l'interior. Aquesta finestra, el portal i un matacà situat sobre la finestra formen un bonic conjunt, al costat del matacà hi ha un rellotge de sol a la dreta. Aquest cos té un pis més que la resta de la casa, així té la forma de torre, aquesta té la coberta paral·lela a la façana.